# Edward Tuck
Edward Tuck, né le 24 août 1842 à Exeter (New Hampshire, aux États-Unis), et mort le 30 avril 1938 à Monte-Carlo, est un homme d'affaires américain. Avec son épouse, Julia Stell (1850-1928), ils forment un couple de mécènes et philanthropes du début du XXe siècle.

## Biographie
Edward Tuck naît le 24 août 1842 à Exeter dans le New Hampshire (États-Unis). Il est le fils d'Amos Tuck, figure politique républicaine du New Hampshire.
Après des études à Dartmouth College, à Hanover, New Hampshire, il entre au consulat américain à Paris, puis dans une banque américaine, la « Munroe et Company ». Il en devient associé puis la quitte vers 1880 pour s’installer à son propre compte. Il investit ensuite dans le domaine ferroviaire, en acquérant une partie de la compagnie Northern Pacific Railway. 
De 1862 à 1865, il est nommé vice-consul à l'ambassade des États-Unis à Paris.

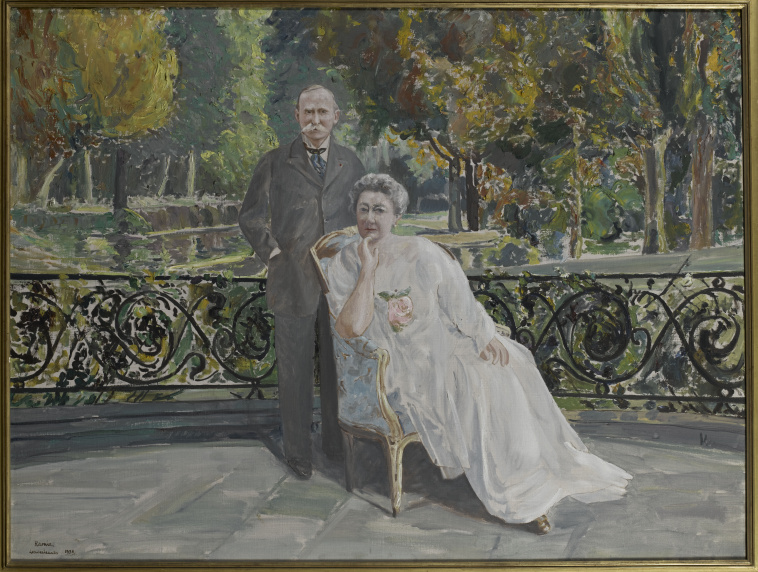
Les époux Tuck sur la terrasse du domaine de Vert-Mont.

Il épouse en 1872 à Londres, une riche héritière américaine orpheline rencontrée à Paris, Julia Stell. Le couple habite New York, mais possède également un appartement avenue des Champs-Élysées à Paris. Ils n'auront pas d'enfant.  
Dès 1871, Tuck devient partenaire de nombreuses banques françaises et étrangères via entre autres le siège parisien de John Munroe & Co. Dans les années 1880, il est nommé directeur de la Chase National Bank. 
En contact avec la communauté américaine de Paris et ses artistes, Elizabeth Gardner réalise en 1895 le portraits d'Edward Tuck, et de sa femme Julia Stell Tuck. 

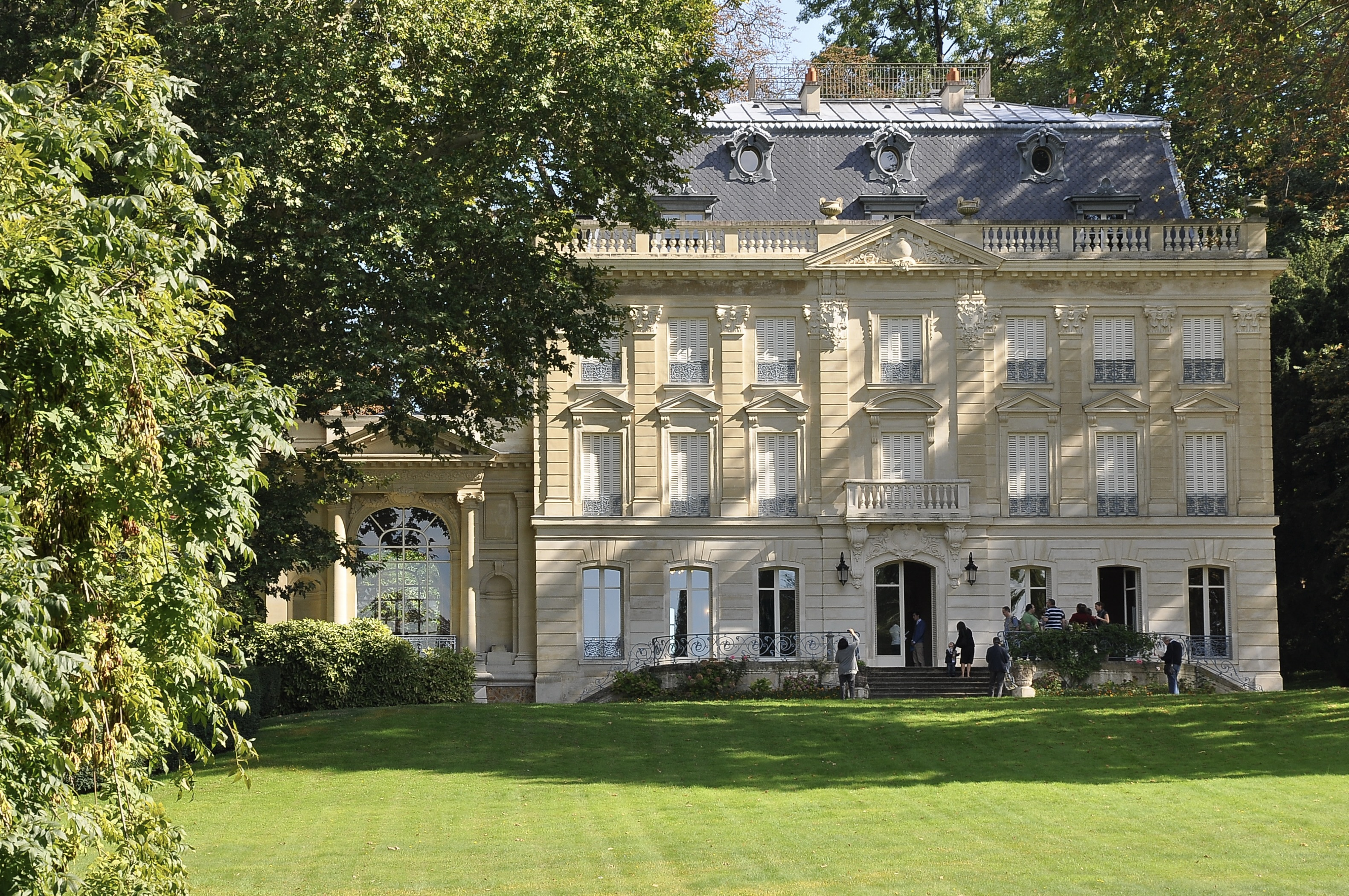
Domaine de Vert-Mont - Rueil-Malmaison, résidence des Tuck.

En 1899, le couple s'installe définitivement en France au domaine de Vert-Mont à Rueil-Malmaison, près du château de Malmaison. Ce domaine fait aujourd'hui partie intégrante de la Fondation Tuck. Ils y recevront de nombreuses personnalités dont Aristide Briand, le général Pershing, Paul Doumer, Nicolas II de Russie ou encore le roi d'Angleterre George V. 
C'est à partir de ce moment-là que le couple commence ses activités de mécénat, plus particulièrement dirigées vers la ville de Rueil-Malmaison :
- 1903 : fondation de l'hôpital Stell, dont ils feront don à l'État en 1916, tout en continuant d'en assurer le fonctionnement ;
- 1906 : création d'une des premières écoles ménagères de France ;
- 1920 : donation à la municipalité du terrain pour construire une nouvelle école (l'actuelle école Tuck-Stell) ;
- 1920 : rachat de la propriété de Bois-Préau (pour 700 000 francs), dont ils feront don au château de Malmaison, afin de reconstituer le domaine de Joséphine. Ils offriront également la statue de l'impératrice qui se trouve actuellement dans le parc, une œuvre de Gabriel-Vital Dubray en 1932 ;
- aide à l'achat ou don de diverses œuvres pour le château de Malmaison, dont un tableau représentant Joséphine Bonaparte par François Gérard, le lit de camp de Napoléon à Sainte-Hélène, la fameuse table des maréchaux en porcelaine de Sèvres peinte par Isabey.

Pendant la Première Guerre mondiale, Rueil devient le lieu central de l'œuvre de bienfaisance du couple envers les militaires au front et les blessés de guerre : ils mettent à disposition du service de santé des Armées leur hôpital, tout en continuant à en assurer les dépenses. Julia Stell installe à Vert-Mont un service de soutien psychologique aux soldats, qui envoie lettres et colis aux soldats du front sans famille : plus de 15 000 soldats deviendront leurs « filleuls ». Julia Stell préside également l'œuvre des « Tuberculeux de guerre », elle fait également partie du Women's War Relief Corps. Edward Tuck, lui, est membre du conseil consultatif de la Croix-Rouge américaine.

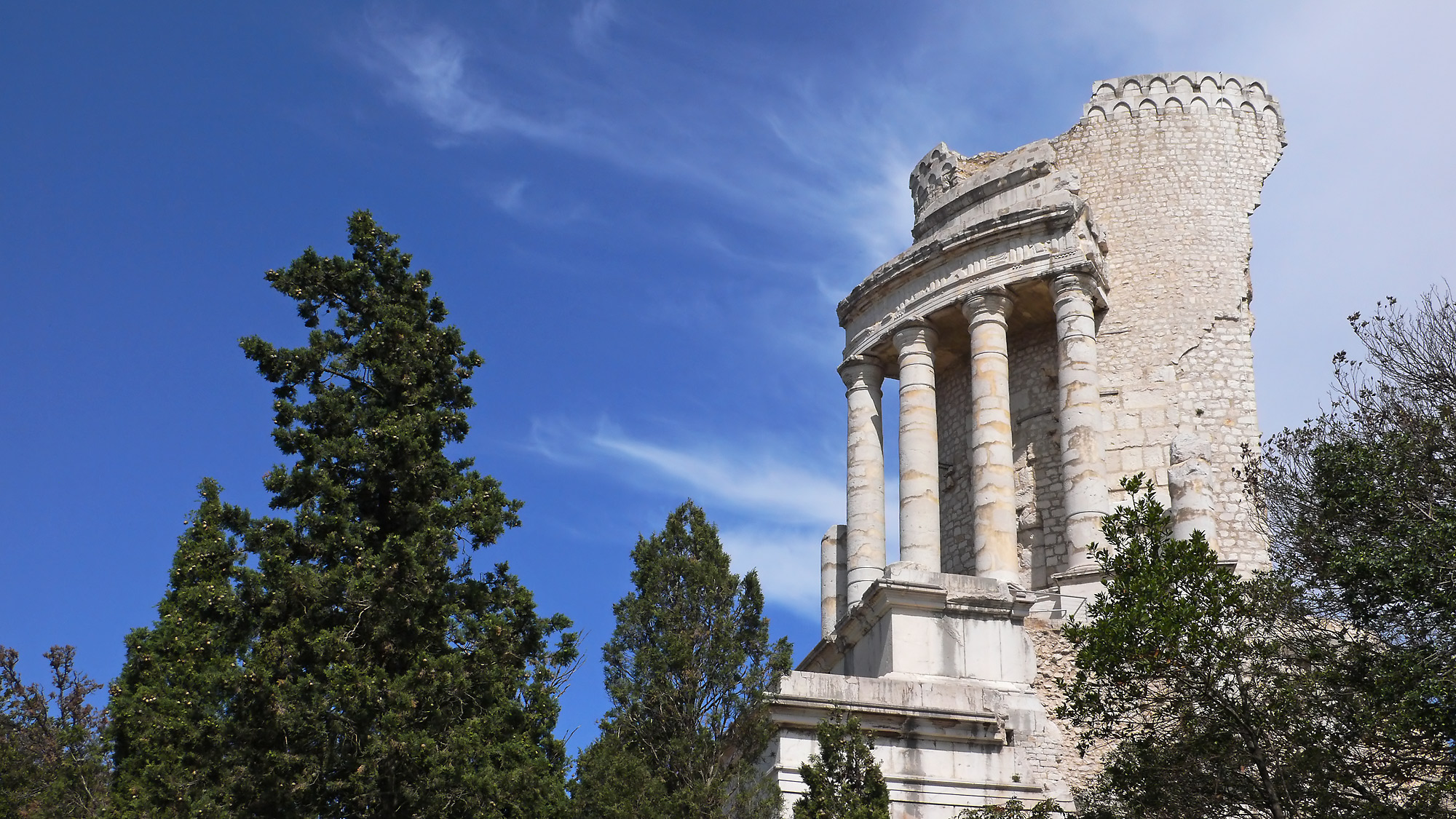
Monument à la gloire d'Auguste à La Turbie.

Ils sont aussi actifs dans d'autres villes en France :
- donation des fonds nécessaires à la construction de l'American University Center à Paris ;
- financement de la restauration du Trophée des Alpes, monument antique élevé à la gloire d'Auguste à La Turbie (Alpes-Maritimes).

Le couple fait également beaucoup pour les villes américaines d'Exeter, ville de la naissance d'Edward Tuck, et de Hampton, ville d'où sa famille est originaire. À Hampton par exemple, le couple donne les fonds pour la création d'un grand « parc du Mémorial » et de la société historique de la ville. Il est également fondateur de l'Amos Tuck School of Administration and Finance, à Dartmouth College, appelée ainsi en mémoire de son père, ou encore le principal contributeur à la construction du bâtiment abritant la Société historique du New Hampshire, à Concord. Il est également un généreux donateur pour la communauté française de New York, pour qui il participe à la reconstruction de l’hôpital.

En 1909, Edward Tuck participe à la création du comité France-Amérique, dont il devient vice-président de la section des États-Unis.
Edward Tuck et sa femme se constituent tout au long de leur vie une superbe collection d'arts décoratifs du XVIIIe siècle : du mobilier (de style Rocaille, Transition et Louis XVI), des porcelaines (Chine, Sèvres et Saxe), des faïences françaises, des émaux de Battersea et des pièces d’argenterie, mais aussi des peintures : écoles de Boucher, Fragonard, des tableaux d'Hubert Robert, Greuze et David, des sculptures de Houdon, des tapisseries de Beauvais et de Bruxelles. 
En 1921, ils font don de cette collection au Petit Palais (estimées à 5 millions de dollars à l'époque). Ils en gardent l'usufruit jusqu'à la mort de Julia Tuck en 1928. La « galerie Tuck », composée de quatre salles, est ainsi inaugurée au musée en novembre 1930. 
Le 30 avril 1938, Edward Tuck meurt à Monte-Carlo. Après des obsèques à la cathédrale américaine de Paris, sa dépouille est accueillie à Rueil pour des cérémonies commémoratives dans la cour de la mairie. Il est ensuite inhumé au cimetière ancien de Saint-Germain-en-Laye, dans le carré des Anglais, auprès de son épouse, décédée avant lui le 11 novembre 1928.

## Distinctions
- Légion d'honneur : 

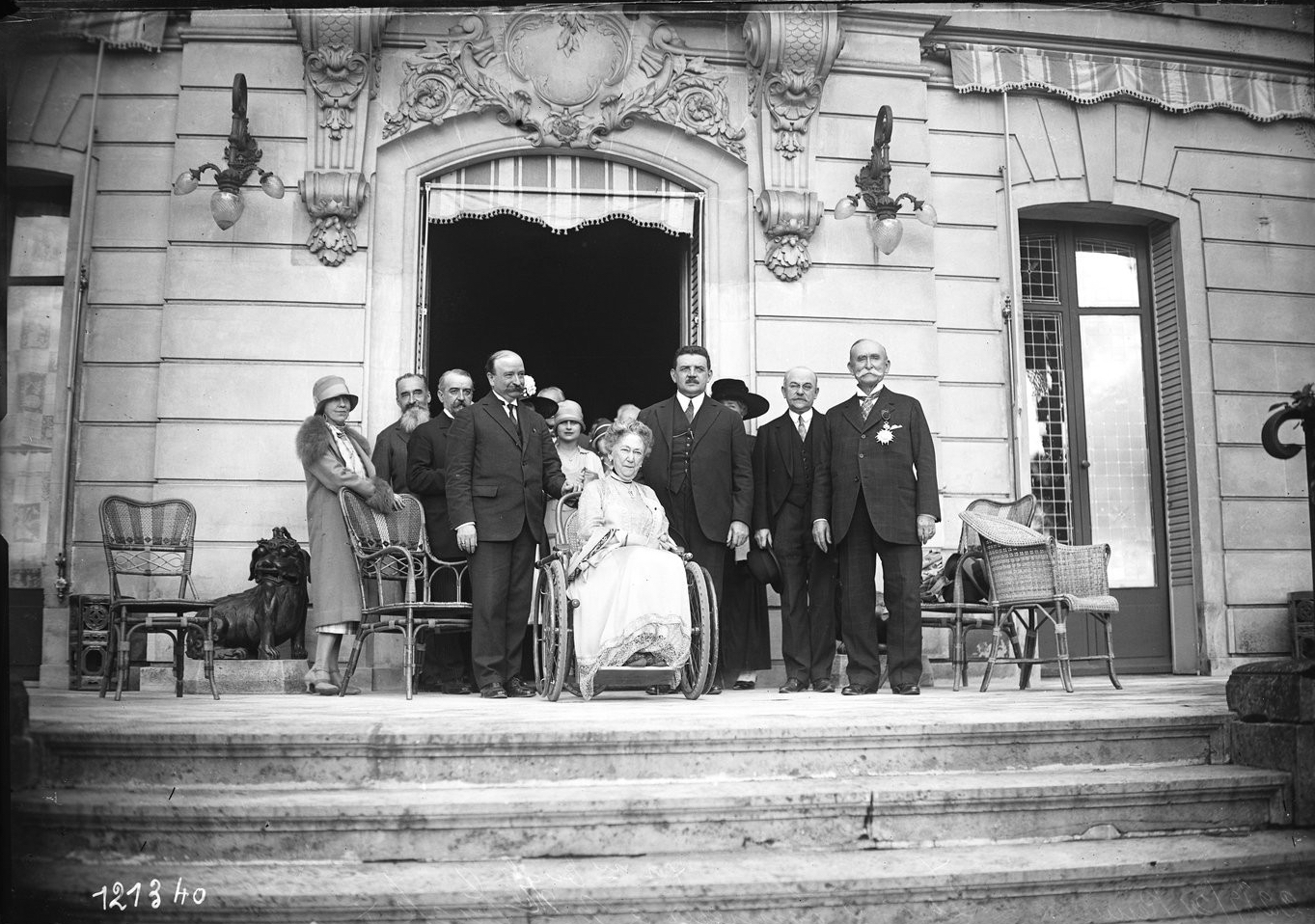
Remise de la Légion d'honneur à M. Tuck (qui porte la décoration et pose sur le perron à droite), en compagnie de sa femme (en fauteuil roulant), et de MM. Herriot et Bourguignon, à Vert-Mont.

  - Chevalier (1917) puis officier (1921) pour Julia Tuck
  - Chevalier (1905), officier (1912), commandeur (1921), grand officier (1925) puis grand-croix (1929) pour Edward Tuck
- Prix de vertu de l'Académie française (1916)
- Citoyen d'honneur et grand bienfaiteur de la ville de Rueil-Malmaison (1932)
- Médaille d'or de la Ville de Paris (1921)

## Hommages
- Avenue Edward-Tuck (Paris)
- Avenue Tuck-Stell (Rueil-Malmaison)
- L'astéroïde (1038) Tuckia a été nommé en l'honneur de M. et Mme Tuck (1927)[7]
- Écoles Tuck-Stell A et B (Rueil-Malmaison).